# Nowa Biała (województwo mazowieckie)
Nowa Biała – wieś w Polsce położona w województwie mazowieckim, w powiecie płockim, w gminie Stara Biała.
31 grudnia 1961 część wsi Nowa Biała włączono do Płocka.
W latach 1975–1998 miejscowość administracyjnie należała do województwa płockiego.